# Camelback Mountain
Koordinaten: 33° 30′ 53″ N, 111° 57′ 42″ W

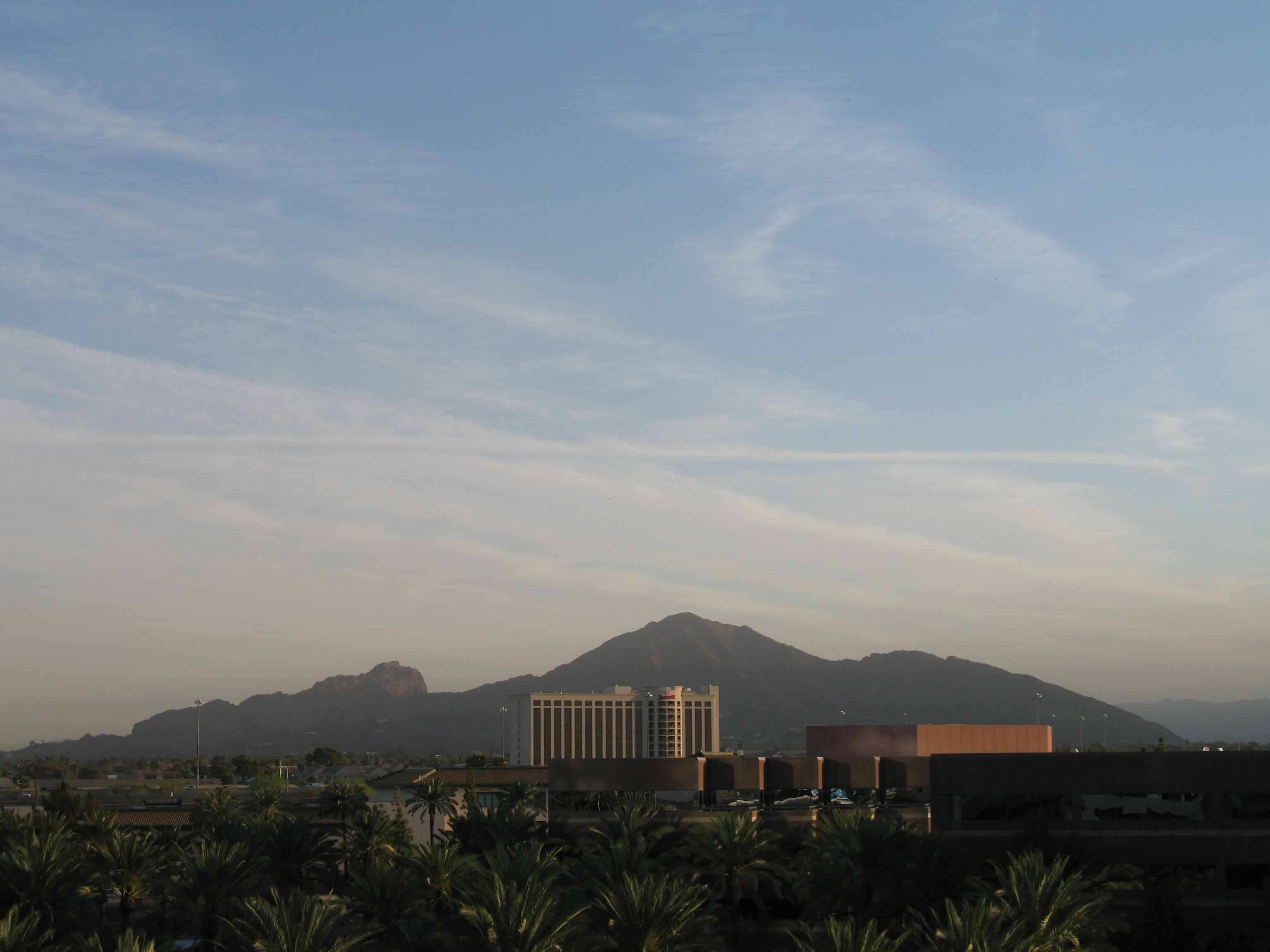

Der Camelback Mountain ist ein 825 m hoher Berg auf dem Gebiet der Stadt Phoenix, Arizona, USA.
Sein Name stammt von der markanten Silhouette des Berges, gesehen insbesondere von Süden: sie erinnert dann an ein kniendes Kamel.
Der Berg erhebt sich maximal 407 m über seiner unmittelbaren Umgebung und ist eine weithin in Phoenix und seinen Nachbargemeinden deutlich sichtbare Landmarke.
Der Berg gehört zu den sogenannten Phoenix Points of Pride, einer Liste der lohnendsten Sehenswürdigkeiten von Phoenix.
Die 55 km lange Camelback Road, die den Berg südlich berührt, ist eine wichtige Ost-West-Verkehrsachse der Stadt Phoenix und verbindet Scottsdale im Osten mit Litchfield Park im Westen.
Der Camelback Mountain ist Teil der Camelback Mountain Echo Canyon Recreation Area. Es handelt sich hierbei um ein naturbelassenes Areal, das als ein weiterer Stadtpark von Phoenix dient. Sowohl Areal als auch Berg erfreuen sich großer Beliebtheit bei Spaziergängern, Wanderern und Joggern; der Blick von den Gipfeln des Camelback geht weit über das Valley of the Sun („Sonnental“) der Sonora-Wüste.
Unmittelbar an Berg und Park befinden sich in der Regel bevorzugte Wohngebiete und Golfplätze.